# 宋承恩 (水東)
宋承恩（？—1609年），第30代水東土司，明朝貴州宣慰使。
宋承恩是前任土司宋德賢之子。萬曆十年（1582年），宋德賢去世，宋承恩繼任土司之位。宋承恩與水西土司安疆臣不睦，安疆臣一直希望吞并水東之地。萬曆二十四年（1596年），安疆臣聲稱宋承恩「以考較生儒為該學教諭熊夢祥率諸生毆辱，并求更定祖制」。萬曆帝命令下所司進行調查。翌年，貴州巡撫江東之奏稱：「及臣到任，宣慰安疆臣、宋承恩來見臣，詰問兩人向所奏請，與教官熊夢祥爭禮，曾經提學道僉事沈思處分，已心平無異說矣。因安疆臣聼撥置，欲騙其洪邊莊田及巴江馬頭地，故代為伸奏。」
宋承恩在四歲時與播州土司楊應龍的長女楊貞惠訂婚。後來楊應龍起兵反叛明朝，宋承恩多次向明廷請求斷絕婚姻關係。萬曆二十八年（1600年）二月，宋承恩帶兵前往烏江防禦，遭到播州兵的突襲，將宋承恩擒獲，帶回海龍囤囚禁。四月，貴州廵撫郭子章向明廷報告了此事，認為宋承恩是楊應龍的女婿，豈能不來往，且其不久前才與楊應龍斷絕關係，是否參與叛亂尚不得知，也有可能是播州的詭計；請求另擇一人出任水東土司，以撫慰水東之地，免得遭到播州利用。萬曆帝命廵按查奏。播州之亂被平定後，宋承恩與楊應龍的家屬一起被俘虜，關押在木籠中，由數百名士兵把守。貴州廵按宋興祖、兵科給事中侯先春及四川、貴州的土司都上疏為其鳴冤，宋承恩方才被洗刷嫌疑，十二月，宋承恩得以釋放，官復原職。
萬曆三十四年（1606年）三月，御史馮奕垣彈劾兵部尚書蕭大亨在刑部侍郎任內接受宋承恩的七千金賄賂，並想方設法讓宋承恩逃脫法律制裁。萬曆帝認為宋承恩被捕之後守衛森嚴，不可能行賄賂之事，因此不予理會。
宋承恩死後無子，萬曆三十七年（1609年），由其從弟土舍宋真相代職。